# 天主教韋胡特拉教區
天主教韋胡特拉教區（拉丁語：Dioecesis Hueiutlensis），是墨西哥一個天主教教區，位於伊達爾戈州北部。屬圖蘭辛戈總教區。
教區成立於1922年11月24日，2006年有教友497,300人，佔總人口94.9%。有卅八個堂區、司鐸九十四人。現任教區主教為薩爾瓦多·蘭格爾·門多薩。